# Međudjelovanje
Međudjelovanje, interakcija, uzajamno djelovanje (eng., fra. interaction) jest uzrok promjena gibanja i stanja u fizici matematički iskazan s pomoću sile ili potencijalne energije. Različite vrste sila u prirodi Posljedica četiriju osnovnih međudjelovanja: gravitacijskoga, elektromagnetskoga, jakoga i slaboga.